# Ryšovy
Ryšovy jsou přírodní památka jižně od obce Droužetice a severně od města Strakonice v okrese Strakonice. Chráněné území zaujímá vrch Ryšová (527 m). Oblast spravuje Agentura ochrany přírody a krajiny ČR.

## Flóra a fauna
Důvodem ochrany je les s charakteristikou květenou pro oblast strakonických vápenců s řadou vzácných a chráněných druhů, jako je mj. oman vrbolistý (Inula salicina), kruštík tmavočervený (Epipactis atrorubens), okrotice bílá (Cephalanthera damasonium), okrotice červená (Cephalanthera rubra), lilie zlatohlavá (Lilium martagon), lýkovec jedovatý (Daphne mezereum), sasanka lesní (Anemone sylvestris), orlíček obecný (Aquilegia vulgaris), zvonek klubkatý (Campanula glomerata), smldník jelení (Peucedanum cervaria), jetel alpínský (Trifolium alpestre), hlístník hnízdák (Neottia nidus-avis), vemeník dvoulistý (Platanthera bifolia), prvosenka jarní (Primula veris), rozrazil ožankovitý (Veronica teucrium), violka písečná (Viola rupestris), hořec brvitý (Gentianopsis ciliata), růže měkká (Rosa villosa) a další. Na vrcholu kopce ještě před pár lety rostl 1 trs hořce křížatého (Gentiana cruciata). V minulých letech byla na travnatou mýtinu ve vrcholové partii vrchu neoprávněně vysazena třemdava bílá (Dictamnus albus). V borech na severozápadním svahu roste početná populace smrkovníku plazivého (Goodyera repens), která čítá cca 100 až 150 kvetoucích rostlin. Na poli (v současnosti zastavěném domky) při jihozápadním úpatí přírodní památky ještě donedávna rostla např. vrabečnice roční (Thymelaea passerina), zběhovec trojklaný (Ajuga chamaepitys), ostrožka stračka (Consolida regalis) a pryšec drobný (Euphorbia exigua). Ze zvláště chráněných živočišných druhů se na lokalitě vyskytuje např. slepýš křehký (Anguis fragilis).